# 自分の声ソフトウェアPOLLUXSTAR
自分の声ソフトウェアPOLLUXSTAR (ポルックスター) は、株式会社ヒューマンテクノシステム が製造・販売する音声合成ソフトウェア系列商品（自分の声ソフトウェア ボイスターシリーズ）の旗艦製品であり、音声収録・データベース構築・ソフトウェア構築からなるパッケージ製品の名称である。特定個人の声質と話し方を再現する特徴をもち、日本国内向けに販売している。ソフトウェアを作るには失声・発話障害進行前に一定量の録音が必要である。キャッチフレーズは「あの声でなければならない、そんな思いに応えます」。

## 概要
- 録音した文やフレーズの声を再現するにとどまらず、録音していない文についても、その人の音色・話し方を再現できる[1]。
- 一定量の録音原稿（日本語）を読める方であれば、誰の声でも作ることができる。
- 個々人の存在感・アイデンティティを残せるソフトという側面を持つ[2] [3] [4]。
- Windows 上で動作する、ソフトウェアである。

- 2007年3月に、沖電気工業 (OKI) の研究開発部門からパイロット販売を開始。
- 2008年7月に、OKI から、自分の声ソフトウェア POLLUXSTAR として正式に製品販売を開始[5][6]
- 2009年からは、株式会社ウォンツが製造・販売をおこなう。
- 2015年からは、株式会社ヒューマンテクノシステムが製造・販売をおこなう。

## 特徴
- システム構築にあたって、元となる一定量以上の録音音声が必要である。
- 一部、録音状態のよいビデオ映像等からのシステム構築実績もある。
- いったんシステムを構築すると、あらゆる入力文字列に対して、録音音声の声質・口調を再現した音声波形を作ることができる。
- キーボードなどからの文字列を入力とし、音声ファイル保存・あるいはスピーカーからの声出力を出力とする。
- 自宅や病院等で専門機器での技術者による出張録音をおこない、パソコンソフト（音声合成ソフト）として納品する。
- 録音音声を音素単位で再利用可能な形にデータベース化するため、非常に高コストな音声合成ソフトである。
- 発話健常者のみならず、放射線治療中の喉頭まわりの癌患者や、運動ニューロン疾患等による軽～中度の発話障害者などを含む数十名に対して「自身の声」を届けた実績をもつ。その他の症例では、舌がん、パーキンソン病など。
- なお、企業・団体向けも個別に契約・販売している。

## 名称の由来
- 2007年以前より、沖電気工業 研究者の本技術の初期開発コードネームは Pinpon（ピンポン）であった。
- 2007年、パイロット製品リリースにむけて、名称策定会議が当時の推進者である 電子出版社ｅブックランド・アクエリアス有限会社・および沖電気工業 研究開発部門の3者で、繰りひろげられた。
- 果たして本ソフトの名称である Polluxstar（ポルックスター）は、ふたご座 の2つの星のうちの、弟の星（β星） Pollux（ポルックス）にちなんで名づけられた。
- あなたの声を大切にしたい、そして仲のよい双子のようにあなたの代わりに話しかけてくれる、そんなソフトを作りたい、という思いが込められている[7]

## 仕様
- ソフトは、Windows 専用アプリケーションである。[8]
- 入力は、専用アプリであるチャットベースのソフト（EasyText）、あるいはクリップボードを介した文字入力、または、Microsoft SAPI 5.3 である。
- 出力ファイルフォーマットは、16kHz, 16ビット, モノラルの audio/wav である。

## 利用者・利用形態
- 購入者は、喉頭まわりの癌や進行性難病の患者などが多い。
- 購入タイミングは、喉頭摘出や気管切開の術直前、進行性難病の発話障害初期段階が多い。
- ファーストユーザーは大阪芸術大学の牧泉教授。病気による喉頭摘出後もPOLLUXSTARを用いて毎週2回・各90分の講義を年間を通して実施した。[9]
- 篠沢秀夫 学習院大学名誉教授の声の再生で利用されている。あらかじめ準備した講演原稿を準備することで、1時間以上の講演実績が多数ある[10] [11]

## 自立支援
- 2010年（平成22年）度から 厚生労働省障害者自立支援機器等開発促進事業の対象製品として、障害者自立の観点での自分の声を利用した代用音声の普及・利活用の取り組みが進められている[12]。
- 特にALSに代表される運動ニューロン疾患(MND)のトータル療養生活の中で、自身の声を保存・利用することを通じた自立支援・職業維持などの先進的な取り組みが広がりつつある。
- 2013年 12月に発刊され、初版（2002年版）以来 11年ぶりに改訂された「筋萎縮性側索硬化症診療ガイドライン2013[13]」の中で、リハビリテーションにおけるコミュニケーション維持促進の取り組みとして、医師から患者への周知項目に挙げられている。[14]